# Sterol 24-C-metiltransferaza
Sterol 24-C-metiltransferaza (EC 2.1.1.41, Delta24-metiltransferaza, Delta24-sterol metiltransferaza, zimosterol-24-metiltransferaza, -adenozil-4-metionin:sterol Delta24-metiltransferaza, SMT1, 24-sterol C-metiltransferaza, -adenozil-L-metionin:Delta24(23)-sterol metiltransferaza, fitosterol metiltransferaza) je enzim sa sistematskim imenom S-adenozil--metionin:zimosterol 24-C-metiltransferaza. Ovaj enzim katalizuje sledeću hemijsku reakciju
-adenozil--metionin + 5alfa-holesta-8,24-dien-3beta-ol {\displaystyle \rightleftharpoons } -adenozil-L-homocistein + 24-metilin-5alfa-holest-8-en-3beta-ol
Za dejstvo ovog enzima je neophodan glutation. On deluje na opseg sterola sa 24(25)-dvostrukom vezom u bočnom lancu.

## Literatura
- Nicholas C. Price; Lewis Stevens (1999). Fundamentals of Enzymology: The Cell and Molecular Biology of Catalytic Proteins (Third изд.). USA: Oxford University Press. ISBN 019850229X.
- Eric J. Toone (2006). Advances in Enzymology and Related Areas of Molecular Biology, Protein Evolution (Volume 75 изд.). Wiley-Interscience. ISBN 0471205036.
- Branden C; Tooze J. Introduction to Protein Structure. New York, NY: Garland Publishing. ISBN 0-8153-2305-0.
- Irwin H. Segel. Enzyme Kinetics: Behavior and Analysis of Rapid Equilibrium and Steady-State Enzyme Systems (Book 44 изд.). Wiley Classics Library. ISBN 0471303097.
- William P. Jencks (1987). Catalysis in Chemistry and Enzymology. Dover Publications. ISBN 0486654605.

## Spoljašnje veze
- Sterol+24-C-methyltransferase на 